# Bullichthys santanensis
Bullichthys santanensis è un pesce osseo estinto, appartenente agli albuliformi. Visse nel Cretaceo inferiore (Albiano, circa 112 milioni di anni fa) e i suoi resti fossili sono stati ritrovati in Sudamerica.

## Descrizione
Questo pesce possedeva un corpo fusiforme e compatto vagamente simile a quello di una sardina, e poteva raggiungere i 15 centimetri di lunghezza. Era dotato di una bulla otica igonfia, un processo ectopterigoide ben sviluppato e una fossa subtemporale profonda, tutte caratteristiche in comune con gli albuliformi. Una caratteristica esclusiva di Bullichthys era la presenza di una ipurapofisi e di una paripurapofisi; altre caratteristiche che lo rendevano diverso dagli Albulidae erano l'assenza di un ampio parasfenoide, una dentatura triturante sul parasfenoide e l'endopterigoide, uno scudo caudale, un septum interorbitale ossificato e un condilo occipitale i cui margini erano percorsi da ossa esoccipitali e basioccipitali. 

## Classificazione
Bullichthys era un membro arcaico degli albuliformi, un gruppo di pesci ancora presenti nei mari attuali con alcune specie dei generi Albula e Pterothrissus. In particolare, sembra che Bullichthys possedesse già alcuni tratti derivati, ma altre caratteristiche arcaiche non permettono di classificarlo nell'attuale famiglia Albulidae. È anche possibile che Bullichthys fosse un membro ancor più basale del grande gruppo degli Elopomorpha.  
Bullichthys santanensis venne descritto per la prima volta nel 2010, sulla base di resti fossili ritrovati nella formazione Romualdo, nel Brasile nordorientale. 